# Tsering Dhundup
Tsering Dhundup (Mundgod, 21 de fevereiro de 1982) é um futebolista e ativista político do Tibete. Atua como meio-campista, e joga para a equipa nacional de futebol do Tibete desde 2007. Dhundup é o melhor marcador desde a vitória por 6-0 do Tibete contra o Combinado de Delhi em 4 de agosto de 2007, desde a fundação da equipe tibetana em 1999.
Dhundup é porta-voz do Congresso da Juventude Tibetana. Em fevereiro de 2008, foi preso no Centro de Recepção tibetano financiado pela ONU, em Kathmandu. Ele foi mantido em uma cela pelo departamento de imigração do Nepal, antes de ser transferido de volta para as autoridades chinesas na fronteira do Tibete e o Nepal, em fevereiro. Exilados tibetanos e simpatizantes exigiram sua libertação.

## Ver Também
- Seleção Tibetana de Futebol